# 3266 Bernardus
3266 Bernardus eller 1978 PA är en asteroid i huvudbältet som upptäcktes den 11 augusti 1978 av den tyske astronomen Hans-Emil Schuster vid La Silla-observatoriet. Den är uppkallad efter astronomen Andres B. Muller.
Asteroiden har en diameter på ungefär 7 kilometer och den tillhör asteroidgruppen Hungaria.